# Nopalera, Oaxaca
Nopalera är en ort i Mexiko.   Den ligger i kommunen San Luis Amatlán och delstaten Oaxaca, i den sydöstra delen av landet, 400 km sydost om huvudstaden Mexico City. Nopalera ligger 1 333 meter över havet och antalet invånare är 115.
Terrängen runt Nopalera är huvudsakligen kuperad, men åt sydväst är den platt. Nopalera ligger nere i en dal. Runt Nopalera är det glesbefolkat, med 10 invånare per kvadratkilometer. Närmaste större samhälle är Miahuatlán de Porfirio Díaz, 18,0 km sydväst om Nopalera. I omgivningarna runt Nopalera växer huvudsakligen savannskog.